# Primula gracilenta
Primula gracilenta är en viveväxtart som beskrevs av Stephen Troyte Dunn. Primula gracilenta ingår i släktet vivor, och familjen viveväxter. Inga underarter finns listade i Catalogue of Life.